# Mãos que Oram (Dürer)
Mãos que Oram ( em alemão:  Betende Hände ), também conhecido como Estudo das Mãos de um Apóstolo ( Studie zu den Händen eines Apostels ), é um desenho a bico de pena do gravador, pintor e teórico alemão Albrecht Dürer. A obra está hoje guardada no museu Albertina, em Viena, Áustria.

## Visão geral
Dürer criou o desenho usando a técnica de realce branco e tinta preta em papel azul (feito por ele mesmo). O desenho mostra um close de duas mãos masculinas entrelaçadas rezando. Além disso, as mangas parcialmente arregaçadas são vistas.
O desenho era considerado um esboço (estudo) para mãos de um apóstolo, cujo quadro completo foi planejado para ocupar o painel central do tríptico instalado em Frankfurt intitulado Retábulo de Heller – destruído por um incêndio em 1729.  As mãos esboçadas aparecem no tríptico do lado direito do painel central e, embora o detalhe pareça muito semelhante, é menor em tamanho no tríptico. Recentemente, uma teoria mais plausível do desenho é que, na sua elaborada execução em precioso papel azul, é antes um registo virtuoso das mãos na pintura, que Dürer poderia trazer consigo da Itália para Nuremberga.
O desenho também continha um esboço da cabeça do apóstolo, mas a folha com a cabeça foi separada dele. No total, Dürer fez 18 esboços para o retábulo.  O primeiro reconhecimento público da obra de arte ocorreu em 1871, quando foi exibida em Viena, e diz-se que a imagem representa as mãos do irmão de Dürer, um dos dezoito irmãos.  

## Legado cultural

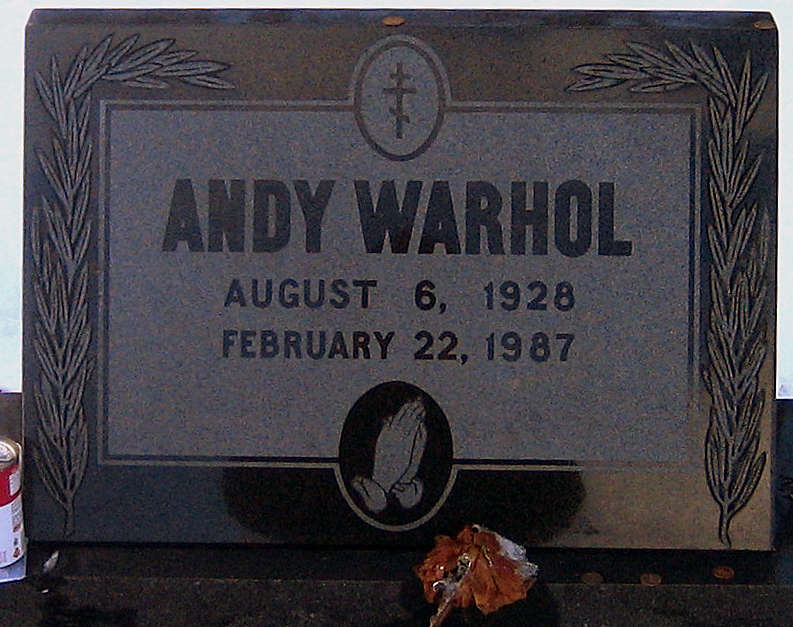
Lápide de Andy Warhol

A imagem é a representação de oração mais amplamente reproduzida no mundo ocidental,  encontrada em pôsteres, canecas de café, telefones celulares,  e tem sido usada como capa de álbum. Justin Bieber tem uma reprodução da imagem tatuada na perna esquerda.  O artista canadense de hip-hop Drake reproduziu esta imagem para a capa de sua mixtape, If You're Reading This It's Too Late in 2015. A lápide de Andy Warhol, que copiou Praying Hands, apresenta uma escultura baseada na imagem.  